# イガイ
イガイ（貽貝、淡菜。学名: Mytilus coruscus。繁: 厚殻貽貝、簡: 厚壳贻贝
）は、イガイ科に分類される二枚貝の一種。外見は同属の外来種ムラサキイガイ M. galloprovincialis に似るが、イガイは日本沿岸の在来種で、より大型で殻も厚いこと、殻頂が鷲鼻状に曲がること、表面が青みを帯びないことなどで区別できる。またムラサキイガイは波が穏やかな内湾に多いので、生息域でも区別できる。
日本での地方名は多く、イノカイ、セトガイ、シュウリガイ、カラスガイ、ニタリガイなどがある。なお、カラスガイはイシガイ科(Unionidae)の一種であるCristaria plicataの標準和名であるので注意を要する。また、本種の学名のシノニムに M. crassitesta がある。

## 分布
北海道南部から九州にかけて。その他、朝鮮半島および中国北部（渤海・黄海・東シナ海）にも分布。
南西諸島には分布していないとされてきたが、1996年1月、西表島の海岸に殻が漂着したという報告がある。

## 形態
成貝は殻長12-15センチメートル・殻幅6センチメートルに達する。殻は厚く、やや膨らむ。殻の表面は褐色を帯びた黒色で光沢がある。なお、殻皮の光沢はそれほど強くない。殻表に毛はない。
殻の内側は青色を帯びた白色で真珠光沢が強い（真珠が入っていたという報告もある）。後筋痕は丸く、大きい。

## 生態
外洋に面した潮間帯から水深20メートルくらいまでの岩礁域に生息する。足から多くの足糸を出し、自分の体を岩などへ固定する。産卵期の中心は3月-6月である。8ヶ月で3センチメートル、2-3年で10センチメートルに達する。大型のものは雌が多く、性転換をすると考えられている。宮城県水産研究開発センターの実験によると水深3メートルの水中に垂下した本種の生存率は良好で、田邉徹は、潮間帯における干出は本種の生残にとって必ずしも必要条件ではないと考察している。

### 毒性
毒を持つ藻類アレキサンドリウム・カテネラ(旧学名:Gonyaulax catenella)の食物連鎖によって、致命的となりやすい麻痺性貝毒を持つようになる。季節的に毒の貯蓄量が異なり、A.catenellaが大量に発生して赤潮になったりすると連動して毒化する。消化管や中腸腺などの内臓の毒性は強いが、貝柱や外套膜などの筋肉には毒性がほぼ見られない

## 名称について
この節の出典
日本語の「イガイ」は、中国語の「貽貝」からの借用であり、「貽」の発音は「イ」であり、意味は「赤い身の貝」でる。また、天保6年刊行の『名言通』では「異貝（イガヒ）の意」、『日本語源原学』（林甕臣）では「否貝（イナガヒ）の義」と記されている。
日本では地方名も多く、以下の様なものがある。
植物のシウリに由来する語
- シウリ、シュリガイ、シウリガイなど

貝殻が黒いことに由来する語
- カラスガイ - カラス
- クロガイ - 黒貝
- クロクチ - 黒口
- セクロ - 背黒
- ツバクラカイ - ツバメ

軟体部が女性器に似ることに由来する語
- ソックリガイ
- ツボ - 女性器の隠語の1つ「壺」から。
- ニタリガイ
- ヒメガイ - 姫貝
- ボボガイ - ボボ参照。
- ヤリガイ - 性行為を意味する「遣る（やる）」から。
- ヨシワラガイ - 吉原貝。吉原遊廓にちなむ。

獲れる地名に由来する語
- セトガイ - 瀬戸貝（瀬戸内海）
- センダイガイ - 仙台貝（仙台湾）

その他
- サンバシガイ - 桟橋に付着することが多いから。
- タチガイ - 立貝。殻を立てるように付着することから。
- トビノクチ - 形状をトンビの嘴に見立てたもの。
- ネコノミミガイ - 貝の形状を猫の耳に見立てたもの。
- ハシバシラ - 橋げたに付着することが多いから。

## 人との関わり
日本では古くから食用に利用されており、貝塚から出土例がある。また、『土佐日記』承平5年（935年）1月13日の条にイガイとアワビのいずしについて記述がある。
現在でも分布域沿岸では食用に漁獲される。春は特に美味だが大規模な流通はせず、主に漁獲地周辺で消費される。新しいものはナマで酢の物などで食べるほか、煮物、焼き物、揚げ物、シチューなどに利用する。素焼きのほうろくで蒸し焼きにしたほうろく蒸しが特に美味。鳥取県では炊き込みご飯（いがい飯）に利用される。
養殖の可能性についても研究が行われており、田邉徹によると3歳の個体は1個100グラム以上で出荷できる。また、単価も期待されることから震災からの復興のための新規養殖品目としても期待できるとしている。
中国でも海紅、東海夫人などと呼び、食用に利用する。また、乾燥したものを淡菜と呼び生薬の一種として利用する。白帯下に効果があるという。

### その他
清少納言は徳島県鳴門市で亡くなったという伝説がある。地元の漁民に着物や持ち物を奪われ凌辱されそうになった清少納言は、自らの貝を切り取って海に捨て命を絶った。それ以来この地ではイガイを産するようになったという。